# 梅爾的無底洞
梅爾的無底洞（英語：Mel's Hole）是一個在北美洲流傳的都市傳說，相傳位於美國華盛頓州埃倫斯堡，有一個「無底洞」 。該「無底洞」最早在北美洲一齣著名的深夜神秘現象電台節目《Coast to Coast AM》中首次提及，提及這個洞的聽眾自稱「梅爾·華特斯」（Mel Waters）。事後有人到該處調查，但發現當地沒有人叫這個名字，也沒有可信的證據表明有這個「無底洞」存在。

## 簡述
根據電台跟這位「華特斯」的訪談，這個「無底洞」的深不見底，還有可能通往地心，因此當地人把這個洞當作了垃圾傾倒場却怎么也倒不满。同時，亦因為這個緣故，有人聲稱看見過被丟進洞裡的死去牲口復活，邻居的把死去的狗扔进了洞里，过了几天又看到狗活蹦乱跳的在跑，但是追过去的时候狗又跑了，所以認為這個洞有可能令已死的動物回生。這位華特斯聲稱曾嘗試利用魚絲及重物來量度洞的深度，結果發現洞深超過8萬英尺（即15英里或24公里）。洞的準確位置未有說明，不過有不止一人聲稱找到了這個「無底洞」。

## 「梅爾的無底洞多面睇」藝術展
2008年，由美國雜誌的藝術評論家道格·哈維（Doug Harvey）策劃，於加利福尼亞州聖安娜的大中央藝術中心展出的藝術展覽《梅爾的無底洞多面睇：藝術家對在大氣電波空間發生的超自然土地事件的反應》。這個展覽集合了41位藝術家和的作品收藏家的收藏品，當中有不少還是為這次展覽而特定製作的作品。參與展覽的包括有一班被稱為藝術界「反英雄」的：
- 馬妮·韋伯（Marnie Weber），
- 吉姆·肖（Jim Shaw），
- 杰弗里·瓦蘭斯（Jeffrey Vallance），
- 喬簡·迪恩（Georganne Deen），
- 保罗·拉弗莱（Paul Laffoley）[8]，
- 防火告示劇院（The Firesign Theater），
- 加里·奔達（Gary Panter），
- 土地利用演繹中心（The Center for Land Use Interpretation），
- 詹姆斯·海沃德（James Hayward），
- 凱茜·華爾特（Cathy Ward），
- 埃里克·懷特（Eric Wright）和
- 克雷格·斯特西（Craig Stecyk，《狗鎮之王》的編劇） 。

伴隨這個展覽，藝術中心還出版了一冊146頁的目錄，詳列各位藝術家的貢獻，還加上由哈維、精神分析學家朱迪·斯彭斯（Judy Spence）、科普作家瑪格麗特·沃特海姆（Margaret Wertheim）、漢娜·米勒（Hannah Miller）、布萊恩·塔克（Brian Tucker）、克麗斯汀·韋特海姆（Christine Wertheim）和伊桑·艾閣爾斯牧師（Rev. ）所撰寫的短文 ，使參觀者可以反思這次展覽及這個節目所帶來的影響。

## 參看
- 通往地獄的地洞（英语：Well to Hell hoax）

## 外部連結
- Audio clips of the original two shows featuring Mel Waters （页面存档备份，存于）
- Mel Waters' guest page on Coast to Coast AM （页面存档备份，存于）
- Manastash Ridge, mentioned by Waters as being in the vicinity of the alleged hole, is at coordinates 46°51′28″N 120°20′52″W / 46.85778°N 120.34778°W
- Tri-City Herald story on Mel's Hole
- 2002 Seattle Times article about an expedition to Mel's Hole （页面存档备份，存于）
- Grand Central Art Center's "Aspects of Mel's Hole: Artists Respond to a Paranormal Land Event Occurring in Radiospace" exhibit.
- Eastern Washington hole is shrouded in mystery （页面存档备份，存于） by Denise Whitaker, Published: Feb 7, 2012 at 11:33 PM PST, Last Updated: Feb 12, 2012 at 11:24 AM PST.
- Getting to the bottom of Mel's Hole （页面存档备份，存于） Ellensburg Daily Record, March 31, 2012